# Blackbolbus rugosicollis
Blackbolbus rugosicollis är en skalbaggsart som beskrevs av Henry Fuller Howden 1985. Blackbolbus rugosicollis ingår i släktet Blackbolbus och familjen Bolboceratidae. Inga underarter finns listade.